# Før vi mødte dig
Før vi mødte dig er det femte studiealbum af den danske sanger og sangskriver Rasmus Seebach, der udkom den 24. november 2017 af ArtPeople.
Før vi mødte dig debuterede på førstepladsen af hitlisten, med 22.083 solgte eksemplarer i den første uge, hvoraf 83 procent var CD-salg. Den efterfølgende uge lå albummet også på førstepladsen, med et salg på 7.533 enheder.

## Anmeldelser
Michael Jose Gonzalez fra Gaffa gav Før vi mødte dig fire ud af seks stjerner, og skrev: "Selvom det ville være spændende med lidt musikalsk fornyelse, er intet nyt i dette tilfælde godt nyt fra evigt Sympatiske Seebach" og betegnede albummet som "solid, ærlig og oprigtig popmusik".
I sin anmeldelse for Ekstra Bladet, gav Thomas Treo albummet tre ud af seks stjerner med ordene: "Seebachs styrke er stadig den melodiske flair, klare stemme og ligefremme facon, der vader godmodigt ind i lytteren, når han beretter om glæder og sorger fra palæet på Frederiksberg."

## Spor
| #   | Titel                 | Sangskriver(e)                                                     | Producer(e)                                      | Længde |
| --- | --------------------- | ------------------------------------------------------------------ | ------------------------------------------------ | ------ |
| 1.  | "Dedikation"          |                                                                    |                                                  | 1:01   |
| 2.  | "2017"                | Rasmus Seebach, Lars Ankerstjerne, Andreas Sommer, Nicolai Seebach | Sommer, R. Seebach, N. Seebach, Ankerstjerne     | 3:42   |
| 3.  | "De værste bedste år" | R. Seebach, N. Seebach, Ankerstjerne                               | R. Seebach, N. Seebach, Ankerstjerne, Sommer     | 3:59   |
| 4.  | "Farfar sang"         | R. Seebach, N. Seebach, Ankerstjerne                               | R. Seebach, N. Seebach, Ankerstjerne, Sommer     | 4:39   |
| 5.  | "Mellemspil 1"        |                                                                    |                                                  | 0:32   |
| 6.  | "Bli' her lidt endnu" | R. Seebach, Ankerstjerne, N. Seebach                               | R. Seebach, N. Seebach, Ankerstjerne, Sommer     | 3:44   |
| 7.  | "Venner for altid"    | R. Seebach, N. Seebach, Ankerstjerne                               | R. Seebach, N. Seebach, Ankerstjerne, Sommer     | 4:00   |
| 8.  | "Livets melodi"       | R. Seebach, N. Seebach, Ankerstjerne                               | R. Seebach, N. Seebach, Ankerstjerne, Sommer     | 4:22   |
| 9.  | "Augusta"             |                                                                    |                                                  | 0:59   |
| 10. | "Kæreste"             | R. Seebach, N. Seebach, Ankerstjerne                               | R. Seebach, N. Seebach, Ankerstjerne, Sommer     | 3:59   |
| 11. | "Luk det ned"         | R. Seebach, N. Seebach, Tommy Seebach, Ankerstjerne                | R. Seebach, N. Seebach, T. Seebach, Ankerstjerne | 3:47   |
| 12. | "Mellemspil 2"        |                                                                    |                                                  | 0:44   |
| 13. | "Andeby"              | T. Seebach, Bente Winter, R. Seebach                               | R. Seebach, N. Seebach, Ankerstjerne             | 3:21   |
| 14. | "Først lige begyndt"  | R. Seebach, N. Seebach, Ankerstjerne                               | Sommer, R. Seebach, N. Seebach, Ankerstjerne     | 3:16   |

## Hitlister og certificeringer
| Hitliste (2017)        | Højeste placering |
| ---------------------- | ----------------- |
| Danmark (Album Top-40) | 1                 |

| Hitliste (2017) | Placering |
| --------------- | --------- |
| Danmark         | 2         |
| Hitliste (2018) | Placering |
| Danmark         | 5         |
| Hitliste (2019) | Placering |
| Danmark         | 36        |

| Land (Organisation) | Certificering |
| ------------------- | ------------- |
| Danmark (IFPI)      | 4× Platin     |